# Trabea hirsuta
Espèce
Trabea hirsuta est une espèce d'araignées aranéomorphes de la famille des Lycosidae.

## Distribution
Cette espèce est endémique d'Afrique du Sud. Elle se rencontre au KwaZulu-Natal, au Mpumalanga et au Gauteng.

## Description
Le mâle holotype mesure 6,20 mm et la femelle paratype 6,20 mm.

## Systématique et taxinomie
Cette espèce a été décrite par Russell-Smith et Logunov en 2025.

## Publication originale
- Russell-Smith & Logunov, 2025 : « New species and new records of the wolf spider genus Trabea Simon, 1876 from South Africa (Araneae: Lycosidae). »  Arachnology, vol. 20, no 1, p. 121-131.